# Echinopla silvestrii
Echinopla silvestrii är en myrart som beskrevs av Horace Donisthorpe 1936. Echinopla silvestrii ingår i släktet Echinopla och familjen myror. Inga underarter finns listade i Catalogue of Life.